# Palais national (Salvador)
Pour les articles homonymes, voir Palais national.
L'actuel palais national du Salvador, situé à San Salvador, la capitale du pays du Salvador, remplace l'ancien palais national construit entre 1866 et 1870, détruit par un incendie le 19 décembre 1889. La construction, réalisée entre 1905 et 1911, est l'œuvre de l'ingénieur José Emilio Alcaine, sous la direction du contremaître Pascasio González Erazo. Pour terminer le projet, une loi est adoptée qui permet la collection d'un colon pour chaque quintal de café exporté. Les matériaux utilisés sont importés de plusieurs pays européens, dont l'Allemagne, l'Italie et la Belgique. Les installations du palais sont occupées par des bureaux du gouvernement jusqu'en 1974.
Le bâtiment comprend quatre pièces principales et 101 pièces secondaires ; chacune des quatre pièces principales a une couleur distinctive. La salle rouge (Salon Rojo) est utilisée pour les réceptions organisées par le ministère salvadorien des Affaires étrangères et la cérémonie de remise des lettres de créance des ambassadeurs. Il est utilisé à des fins cérémonielles depuis l'administration du général Maximiliano Hernández Martínez. La salle jaune (Salon Amarillo) sert de bureau au président de la République, tandis que la salle rose (Salon Rosado) abritait la Cour suprême et plus tard le ministère de la Défense. La salle bleue (Salon Azul) était le lieu de rencontre de la législature du Salvador à partir de 1906, et son architecture classique avec des éléments ioniens, corinthiens et romains est remarquable. La salle s'appelle maintenant le Parlement salvadorien, en souvenir de son ancienne destination et a été déclarée monument historique national en 1974.